# مارسلو خوزه دا سیلوا
مارسلو خوزه دا سیلوا (به پرتغالی: Marcelo José da Silva) هافبک اهل برزیل است که در شهر سائوپائولو و در تاریخ ۲۵ مهٔ ۱۹۷۶ به دنیا آمده‌است.
مارسلو خوزه دا سیلوا در تیم‌های فوتبال Juventus-SP ? ? سابقهٔ حضور دارد.